# Geranomyia spangleri
Geranomyia spangleri is een tweevleugelige uit de familie steltmuggen (Limoniidae). De soort komt voor in het Neotropisch gebied.